# Doug Kershaw
Douglas James "Doug" Kershaw, född 24 januari 1936 i Cameron Parish i Louisiana, är en amerikansk cajunmusiker, låtskrivare, countrysångare och violinist. Han har även spelat spelman i George Englunds musikfilm Zachariah (1971) och i Terrence Malicks drama Himmelska dagar (1978).

## Diskografi
Album
- 1969 – The Cajun Way
- 1970 – Spanish Moss
- 1971 – Doug Kershaw
- 1972 – Swamp Grass
- 1972 – Devil's Elbow
- 1973 – Douglas James Kershaw
- 1974 – Mama Kershaw's Boy
- 1975 – Alive & Pickin'
- 1976 – Ragin' Cajun
- 1977 – Flip, Flop & Fly
- 1978 – The Louisiana Man
- 1979 – Louisiana Cajun Country
- 1981 – Instant Hero
- 1989 – Hot Diggidy Doug
- 1989 – The Best of Doug Kershaw